# Ponç II de Tolosa
Ponç II o Ponç Guillem de Tolosa († 1060), fou comte de Tolosa, d'Albi, de Sant Gèli, del Carcí de 1037 a 1060, d'Alvèrnia i de Velai (en litigi), i també marquès de Provença. Era fill de Guillem III Tallaferro, comte de Tolosa de Llenguadoc, i d'Emma, comtessa de Provença.

## Biografia
Va succeir al seu pare el 1037, i hereta la totalitat dels seus béns. Va utilitzar el títol de marquès de Provença per delegació de la seva mare però aquest territori fou per al seu germanastre Bertran I de Provença que va heretar els drets de manera efectiva només quan la seva mare Emma de Provença va morir el 1063. La seva primera esposa, Major o Munia I comtessa de Castella i Ribagorça, es diu que li aporta béns i drets sobre l'Albigès i el Nimès. El 1038 va compartir el bisbat d'Albi amb Bernat Ató Trencavell. La seva política d'adquisició és a l'origen de la potència de la casa de Tolosa que va tenir el seu moment algid amb el regnat del seu fill segon Ramon de Sant Gèli.
Apareix després en una carta de donació de 1040 a favor de Cluny, i encara després en una carta de Moissac de 1047 on se'l qualifica de comte palatí. Va morir el 1060 a Tolosa de Llenguadoc i fou inhumat a la Basílica de Sant Serni de Tolosa. El seu testament llegava totes les seves possessions al seu fill gran Guillem, precisant que si arribés a morir sense fills, el tot passaria al seu segon fill Ramon.

## Matrimonis i fills
Es va casar en primeres noces (abans de pujar al poder el 1037) amb una Major († 1044) de la qual no se sap gran cosa. El 1037 el comte va fer una donació a Major. Per associació onomàstica s'ha suposat que podria ser Major de Navarra fill de Sanç III de Navarra que hauria estat una nena quan es va casar el 1022 (moment en què el comte de Tolosa tenia uns 25 anys). Armand de Fluvià es decanta per Major de Castella, filla del comte Garcia I de Castella i d'Ava de Ribagorça que es va casar amb Ramon IV de Pallars Jussà (aquest matrimoni fou anul·lat per parentiu dels dos contraents); encara que tradicionalment s'ha suposat que li va aportar drets sobre l'Albigès i el Nimès això és incert. D'aquest matrimoni va néixer:
- Ponça. Armand de Fluvià la fa filla del segon matrimoni, i diu que estava casada amb Adalbert III de la Marca, comte de la Marca. No s'indica la data de la mort. A la Fundació per la Genealogia Medieval es converteix en Pons el Jove († 1063 sense fills mascles) que en realitat fou el quart fill del segon matrimoni. L'existència d'aquest fill d'un primer matrimoni i sobretot la seva data de defunció (dos anys després de la mort del seu pare) plantejaria greus problemes, perquè no es comprèn per què el seu pare no l'esmenta al seu testament, que tanmateix veu a llarg termini, ja que prepara la successió del segon fill del seu segon matrimoni. Cap document contemporani conegut menciona a Pons el Jove, del qual l'existència resulta dels Europäische Stammtafeln.[7] però no és mencionat per Afanyat i Dizel.[8]

Vidu, es va casar de nou (vers 1040) amb Almodis de la Marca († 1071), abans esposa d'Hug VI de Lusignan, senyor de Lusignan, (el matrimoni amb el qual fou anul·lat per raó de consanguinitat), i filla de Bernat I de la Marca, comte de la Marca, i d'Amelia. D'aquest matrimoni van néixer:
- Guillem IV († 1094), comte de Tolosa,
- Ramon IV de Sant Gèli († 1105), comte de Sant Gèli per delegació paterna i després de Tolosa i de Trípoli del Líban
- Hug (testimoniat en un document del cartulari de Cluny de 9 de juny de 1063 on se l'esmenta com a germà de Guillem i Ramon i fill de Ponç)[9]
- Almodis de Tolosa, casada el 1066 a Pere I, comte de Melguelh, i en segones noces (probablement abans de 1088) a Robert, comte de Mortain.[10]
- Pons el Jove († 1063 sense fills mascles)

Almodis de la Marca, l'esposa de Ponç II, fou segrestada el 1053 per Ramon Berenguer I comte de Barcelona; fou repudiada per Ponç II i el comte de Barcelona s'hi va casar. Fou assassinada a Barcelona el 1071.
Després Ponç es va casar per tercer cop amb Sança d'Aragó, filla del rei Ramir d'Aragó, de la que no va tenir fills i va morir el 1097.